# Noceda (Cervantes)
Noceda (llamada oficialmente San Pedro de Noceda) es una parroquia y una aldea española del municipio de Cervantes, en la provincia de Lugo, Galicia.

## Organización territorial
La parroquia está formada por cuatro entidades de población:
- A Lama
- Noceda
- Porcís
- Vilanova do Pedregal

## Demografía

### Parroquia
| Gráfica de evolución demográfica de Noceda (parroquia) entre 2000 y 2021 |
|                                                                          |
| Datos según el nomenclátor publicado por el INE.                         |

### Aldea
| Gráfica de evolución demográfica de Noceda (aldea) entre 2000 y 2021 |
|                                                                      |
| Datos según el nomenclátor publicado por el INE.                     |